# 聂达·次旺
聂达·次旺（1934年—），男，藏族，西藏比如人，苯教活佛。

## 生平
1934年，聂达·次旺生于比如县布宗部族的活佛官员扎马家族。聂达活佛从8岁便开始学经。年轻时，曾到藏区各地求学。聂达活佛对西藏历史及文化有深入研究，曾编著过8部关于西藏历史、宗教、文化的书籍。
聂达活佛是第十届全国政协委员中的唯一一位苯教活佛，同时还担任那曲地区政协副主席、那曲地区佛教协会会长。